# Langerhanskanal

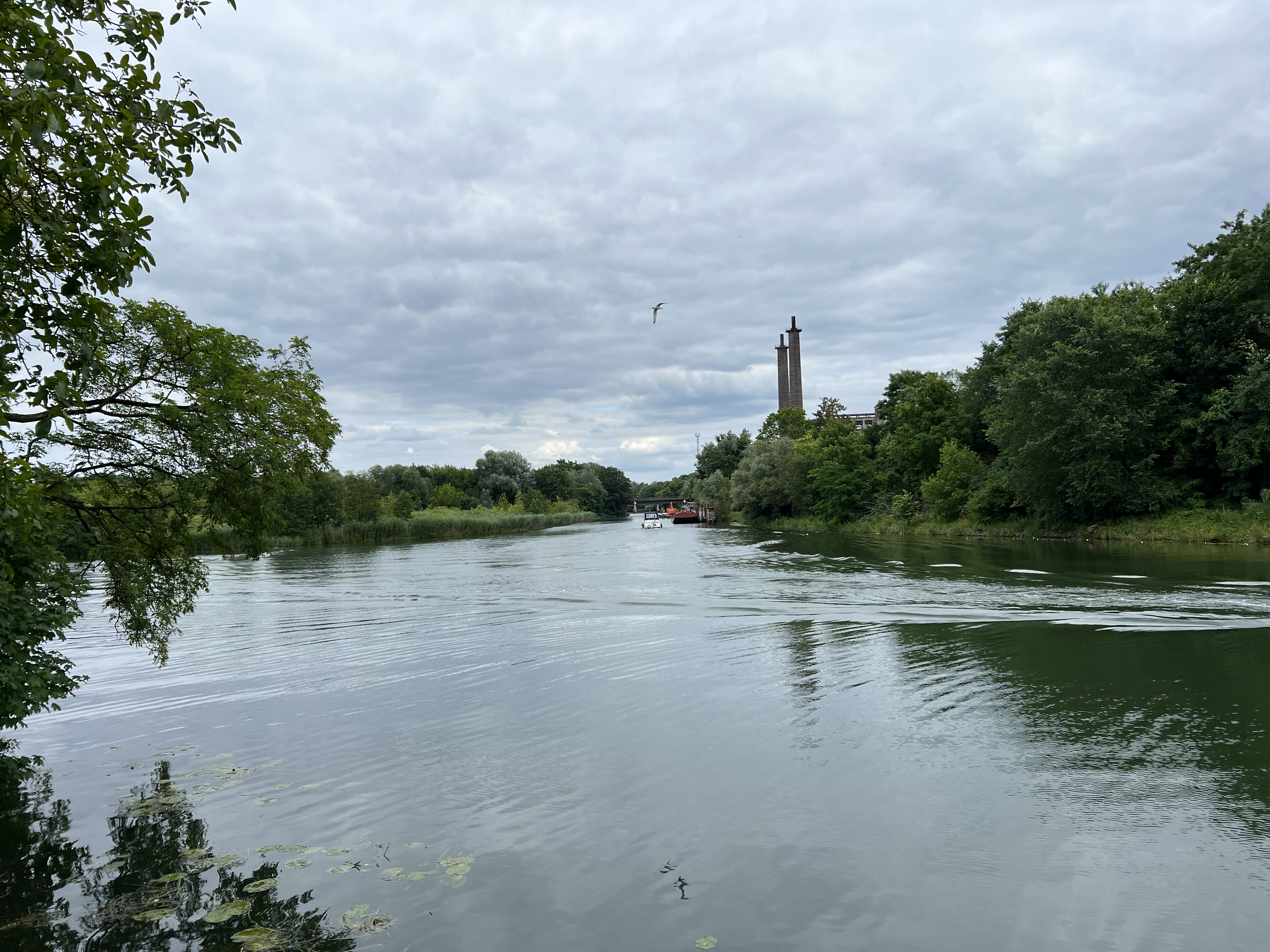
Blick über das Strausberger Mühlenfließ in den Langerhanskanal

Der  Langerhanskanal  (LhK) liegt im Bundesland Brandenburg östlich Berlin und ist ein 1300 m langer Stichkanal einschl. des Kriensees am östlichen Ende.
Er gehört zu der 11 km langen Bundeswasserstraße Rüdersdorfer Gewässer (RüG) der Wasserstraßenklasse III; zuständig ist das Wasserstraßen- und Schifffahrtsamt Spree-Havel. Diese Gewässer verbinden den Dämeritzsee bei Erkner mit dem bei Hennickendorf liegenden Stienitzsee. Der Stichkanal verbindet direkt mit dem Industriegebiet Hafen Rüdersdorf.
Der Kanal wurde nach Berlins Stadtbaurat Friedrich Wilhelm Langerhans (1780–1851) benannt.